# Генеральный округ Крым (полуокруг Таврия)
Генеральный округ Таврия или Генеральный округ Крым (полуокруг Таврия) (нем. Generalbezirk Krim (Teilbezirk Taurien), укр. Генеральна округа Крим (напівокруга Таврія)) — административно-территориальная единица Рейхскомиссариата Украина в годы Второй мировой войны.
Был образован на территории Запорожской и Херсонской областей Украинской ССР, в районе Днепро-Молочанского междуречья.

## История
Генеральный округ Таврия был образован 1 сентября 1942 года. Делился на пять округов. Планировалось присоединение Крыма к территории генерального округа и перенос административного центра в Симферополь или Севастополь. В Крым планировалось отправить немецких колонистов из Южного Тироля и образовать «Готтенгау», которое стало бы частью нацистской Германии. Все эти проекты планировалось реализовать при благоприятной обстановке на фронте.
Генеральным комиссаром округа был Альфред Фрауенфельд. Его штаб-квартира располагалась в Мелитополе. Резиденция начальника СС и полиции находилась в Симферополе. Всего сменилось три начальника СС и полиции, а последний из них, Рихард Гильдебрандт, был им лишь номинально, так как территория генерального округа не контролировалась немцами.
Территория генерального округа освобождена Красной Армией 23 октября 1943 года.

## Административно-территориальное деление
Генеральный округ состоял из пяти округов:
- Генический округ (укр. Генічеський ґебіт, нем. Kreisgebiet Genitschesk).
- Каховский округ (укр. Каховський ґебіт, нем. Kreisgebiet Kachowka).
- Мелитопольский округ (укр. Мелітопольський ґебіт, нем. Kreisgebiet Melitopol).
- Олешковский округ (укр. Олешківський ґебіт, нем. Kreisgebiet Aleschki).
- Акимовский округ (укр. Якимівський ґебіт, нем. Kreisgebiet Akimowka).